# Élections législatives de 2017 à Sainte-Hélène
Les élections législatives de 2017 à Sainte-Hélène se déroulent le 26 juillet 2017.
Aucun parti politique n'existant sur l'île, l'ensemble des candidats sont indépendants

## Système politique et électoral
L'île de Sainte-Hélène fait partie du territoire d'outre-mer du Royaume-Uni de Sainte-Hélène, Ascension et Tristan da Cunha dans l'océan Atlantique, organisé sous la forme d'une monarchie parlementaire. L'île fait partie de la Couronne britannique et la reine du Royaume-Uni Élisabeth II en est nominalement chef de l'État. Elle est représentée par un gouverneur, actuellement Michael Clancy.
Le conseil législatif est un parlement unicaméral composé de 15 députés dont trois ex officio — le secrétaire en chef, le secrétaire des finances et le procureur général, nommés par le gouverneur —, et 12 personnes élues pour 4 ans selon un mode de scrutin plurinominal majoritaire dans une unique circonscription. Les habitants ont autant de votes qu'il y a de sièges dans leur circonscription, à raison d'un vote par candidats. Les 12 candidats ayant reçu le plus de votes sont déclarés élus.

## Résultats
Dix sept candidats se présentent aux élections. Chaque électeur peut voter pour jusqu'à douze candidats différents, ce qui porte le nombre de voix à un total bien supérieur au nombre d'électeurs. La plupart des électeurs n'utilisent cependant pas la totalité des voix à leur disposition, et parfois seulement une.
Les législatives de l'île sont parmi les scrutins les plus transparents au monde, le dépouillement des bulletins étant diffusé en direct à la radio
| Candidats                       | Sortants                  | Voix  | Résultat |
| ------------------------------- | ------------------------- | ----- | -------- |
| Russell Keith Yon               | -                         | 753   | Élu      |
| Corinda Sebastiana Stuart Essex | ✓                         | 742   | Réélu    |
| Derek Franklin Thomas           | ✓                         | 668   | Réélu    |
| Brian William Isaac             | ✓                         | 631   | Réélu    |
| Lawson Arthur Henry             | ✓                         | 568   | Réélu    |
| Cyril Kenneth Leo               | -                         | 561   | Élu      |
| Clint Richard Beard             | -                         | 513   | Élu      |
| Anthony Arthur Green            | -                         | 476   | Élu      |
| Cruyff Gerard Buckley           | ✓                         | 471   | Réélu    |
| Kylie Marie Hercules            | -                         | 460   | Élu      |
| Gavin George Ellick             | ✓                         | 458   | Réélu    |
| Christine Scipio-O'Dean         | ✓                         | 392   | Réélu    |
| Cyril Keith Gunnell             | -                         | 383   |          |
| Jeremy James Johns              | -                         | 333   |          |
| Elizabeth Margaret Johnson-Idan | -                         | 299   |          |
| Pamela Ward Pearce              | ✓                         | 198   |          |
| Marian Bernadette Yon           | -                         | 136   |          |
|                                 |                           |       |          |
| Votes blancs et invalides       | Votes blancs et invalides | 2     | -        |
| Total des votants               | Total des votants         | 1 106 | 12 élus  |
| Inscrits / participation        | Inscrits / participation  | 2 309 | 47,90    |